# ゴッド・ヘイツ・アス・オール
『ゴッド・ヘイツ・アス・オール』 (God Hates Us All) は、アメリカのスラッシュメタルバンド・スレイヤーの8作目のスタジオアルバムで、アメリカン・レコーディングスより2001年にリリースされた。

## 概要
1999年ごろより新しいアルバムのための曲作りなどを始めようとしていたが、当時オズフェストの参加やスリップノットとのワールドツアーなどが3～4か月毎にあったため、その合間をぬってのアルバム製作となった。
長年、スレイヤーのアルバムのプロデューサーであったリック・ルービンは直接のプロデューサーではなくエグゼグティブ・プロデューサーとして参加し、直接のプロデューサーとしてMatt Hydeを起用した。これはリック・ルービンが他の仕事で激務だった事とメンバーがマンネリを感じていたためで、ケリー・キング曰く「ヘヴィメタルシーンをより理解し、より熱くよりテクニカルに同じ方向を向いているプロデューサーが必要」だったためとの事。リック・ルービンから2名のプロデューサーを紹介され、その内の一人のMatt Hydeと試しに「Bloodline」を制作。その出来に満足したメンバーが正式にMatt Hydeをプロデューサーとして起用した。当初、ハリウッドのスタジオでレコーディングをする予定だったが、カナダ・バンクーバーにある「The Warehouse Studio」に変更してレーコディングされた。これはコストが安かった事とMatt Hydeが以前そのスタジオを使用してレコーディングをした事があった事による。
またMatt Hydeは当時主流になりつつあったPro Toolsなどのデジタル・オーディオ・システムを使用しようとしたが、メンバーがデジタルシステムの使用を最小限に抑えたい意向があり、ディレイやギターの歪みの修正など最小限に抑えられた。またスレイヤーとして初めて7弦ギターの使用しての曲が収録された(「Warzone」 と「Here Comes the Pain」)。
アルバムのテーマは、スレイヤーの代名詞だった「悪魔主義」や「地獄」といったテーマではなく、宗教、殺人、復讐、セルフ・コントロールといったより現実社会に即したものになっている。テーマについてケリー・キングは「ヘヴィメタルの歌詞にありがちな悪魔がどうこうとか、迷宮やドラゴンがどうこうとかではなく、より現実的な事を深く追求したかった。このアルバムは単純な「反キリスト主義」とかではなく、たとえばある人の生活の中でその人が車に轢かれたり、愛犬が死んだりした場合に「神は俺のことを嫌っている」と感じるはずで、そんな現実的な事を表現したかった」と語っている。収録曲の内容を一部例に挙げると

- Threshold - 今にも爆発してしまいそうな限界に達した人について
- Cast Down - ドラッグ中毒になってしまった天使について
- God Send Death - 過去に殺人を犯してしまった生き物について
- Deviance - 殺人に快楽を感じてしまう人々について

などとなっている。
当初のアルバムタイトルは「Soundtrack to the Apocalypse」となるはずだったが、トム・アラヤが後に発売予定だったボックスセットに使った方が良いという提案があり、最終的に収録曲である「Disciple」の曲中で歌われた「God Hates Us All」がアルバムタイトルとなった。
アルバム発売最初の週で約51,000枚の売上を記録し、Billboard 200では最高位28位を記録した。またカナダのチャートでは9位を記録。2006年8月16日現在でトータル304,000枚の販売を記録している。また収録曲の「Disciple」はスレイヤーとしては初めてグラミー賞(ベストメタルパフォーマンス)のノミネートされた。

## アルバム収録時のメンバー
スレイヤー
- トム・アラヤ: ボーカル・ベース
- ジェフ・ハンネマン：ギター
- ケリー・キング：ギター
- ポール・ボスタフ：ドラム

プロデューサー・エンジニア
- リック・ルービン – Executive producer
- Matt Hyde - Producer

## 収録曲
1. ダークネス・オブ・クライスト - "Darkness of Christ" - 1:30
  - 作詞：ケリー・キング／作曲：ジェフ・ハンネマン
2. ディサイプル - "Disciple" - 3:35
  - 作詞：ケリー・キング／作曲：ジェフ・ハンネマン
3. ゴッド・センド・デス - "God Send Death" - 3:45
  - 作詞：トム・アラヤ、ジェフ・ハンネマン／作曲：ジェフ・ハンネマン
4. ニュー・フェイス - "New Faith" - 3:05
  - 作詞・作曲：ケリー・キング
5. キャスト・ダウン - "Cast Down" - 3:26
  - 作詞・作曲：ケリー・キング
6. スレッショルド - "Threshold" - 2:29
  - 作詞：ケリー・キング／作曲：ジェフ・ハンネマン
7. エグザイル - "Exile" - 3:55
  - 作詞・作曲：ケリー・キング
8. セヴン・フェイセズ - "Seven Faces" - 3:41
  - 作詞・作曲：ケリー・キング
9. ブラッドライン - "Bloodline" - 3:36
  - 作詞：トム・アラヤ、ジェフ・ハンネマン／作曲：ジェフ・ハンネマン、ケリー・キング
10. ディヴァイアンス - "Deviance" - 3:08
  - 作詞：トム・アラヤ、ジェフ・ハンネマン／作曲：ジェフ・ハンネマン
11. ウォー・ゾーン - "War Zone" - 2:45
  - 作詞・作曲：ケリー・キング
12. ヒア・カムズ・ザ・ペイン - "Here Comes the Pain" - 4:32
  - 作詞・作曲：ケリー・キング
13. ペイバック - "Payback" - 3:03
  - 作詞・作曲：ケリー・キング

## その他
- 収録曲の「Bloodline」は映画「ドラキュリア」および「完全なる報復」に使用され、「Here Comes the Pain」はアルバム発売の2年前に単体曲としてレコーディングされており、アメリカのプロレス団体WCWの1999年のコンピレーションアルバム「WCW Mayhem: The Music」に収録され、WCWサンダー((en:WCW Thunder))のオープニングテーマにも使用された。
- アルバムがレコーディングされた「The Warehouse Studio」はカナダ出身のロック歌手ブライアン・アダムス所有のスタジオであり、メンバーにとっては「とてもアットホーム」で「いかにもカナダのポップロックシンガーのスタジオ(ケリー・キング談)」だったため、壁中に中指を立てたポスターやポルノ画像などを張り出したり、スピーカーの上に悪魔の頭を飾ったりと普段スレイヤーが使っているスタジオの雰囲気を再現した。
- 7弦ギターを使用した曲を制作するに当たり、ケリー・キングがエンドース契約しているB.C.リッチに7弦ギターを借りに行ったが、1曲作った後に7弦ギターが気に入りB.C.リッチにオーダーする事になった。その際にキングが「わざわざオーダーしたのに1曲だけに使うのはもったいない」と考え、急きょもう1曲7弦ギターを使用した曲を作ったため、最終的に2曲(「Warzone」 と「Here Comes the Pain」)が収録された。
- 当時ジェフ・ハンネマンはシリアルキラーに関する本を幾つか読んでおりその精神状態に興味をもっていたため、その内容を曲に反映した。またトム・アラヤもレコーディング中の合間に同じような内容の本を読んでおり、特に「God Send Death」と「Deviance」の歌詞はハンネマンとアラヤの合作となっている。
- まだアルバムタイトルが決まっていない時にレコーディングスタジオにパンテラのメンバーが立ち寄り、当時出来ていた「Disciple」をパンテラに披露した。聞き終わった後にパンテラのメンバーが「歌詞にある"God Hates Us All"と書いたTシャツを作ったら良いじゃないか？」と提案した際にケリー・キングが「それをアルバムタイトルにすればいいじゃないか」と思い付いたとの事。
- このアルバムを最後にドラムのポール・ボスタフがスレイヤーを肘の故障により脱退した。このアルバムの後に発売されたDVD「War at the Warfield」が最後の仕事となった(ちなみに当時ポール・ボスタフはこのDVDを見ていないと語っていた。理由は「脱退はガールフレンドと別れるかのような感傷的な気分で、次のステップに行くためにスレイヤーと距離を置きたかった」との事)。その後、2013年にポールは復帰することになる。
- 2001年のクリスマス前にポール・ボスタフが脱退したが、このアルバムのツアーがまだ終わっていなかったため、急きょ前ドラマーのデイヴ・ロンバードにコンタクトを取りロンバードをサポートドラマーとしてツアーを続けた。ツアー終了後に新しいドラマー探しを行ったが数百のデモテープやデモCDが送られてきたため「良いドラマーのデモの塊」「悪いドラマーのデモの塊」を積み上げ(メンバー曰く「悪いドラマーのデモの塊が大きく積み上げられた」との事)、そこから選定されたドラマーをアメリカ各地でオーディションを行おうとしたが、お金の問題などで現地まで来られないドラマーも多くオーディションは難航。ロンバードから紹介されたドラマーなどを含め2～3名をオーディションを行ったが、最終的にロンバードが復帰する事で落ち着いた。